# Bistum Socorro y San Gil
Das Bistum Socorro y San Gil (lat.: Dioecesis Succursensis et Sancti Aegidii, span.: Diócesis de Socorro y San Gil) ist eine in Kolumbien gelegene römisch-katholische Diözese mit Sitz in Socorro und in San Gil. 

## Geschichte

Wappen des Bistums Socorro y San Gil

Das Bistum Socorro y San Gil wurde am 20. März 1895 durch Papst Leo XIII. aus Gebietsabtretungen des Bistums Nueva Pamplona als Bistum Socorro errichtet. Das Bistum Socorro wurde am 19. Januar 1928 in Bistum Socorro y San Gil umbenannt. Am 2. April 1928 gab das Bistum Socorro y San Gil Teile seines Territoriums zur Gründung der Territorialprälatur Río Magdalena ab. Eine weitere Gebietsabtretung erfolgte am 14. Mai 2003 zur Gründung des Bistums Vélez. 
Das Bistum Socorro y San Gil ist dem Erzbistum Bucaramanga als Suffraganbistum unterstellt.

## Ordinarien

### Bischöfe von Socorro
- Evaristo Blanco, 1897–1909, dann Bischof von Nueva Pamplona
- Francisco Cristóbal Toro, 1910–1913, dann Bischof von Santa Marta
- Antonio Vincenzo Arenas, 1914–1922
- Leonida Medina, 1923–1928

### Bischöfe von Socorro y San Gil
- Leonida Medina, 1928–1947
- Ángel María Ocampo Berrio SJ, 1947–1950, dann Bischof von Tunja
- Aníbal Muñoz Duque, 1951–1952, dann Bischof von Bucaramanga
- Pedro José Rivera Mejía, 1953–1975
- Ciro Alfonso Gómez Serrano, 1975–1980
- Víctor Manuel López Forero, 1980–1985, dann Militärbischof von Kolumbien
- Jorge Leonardo Gómez Serna OP, 1986–2001, dann Bischof von Magangué
- Ismael Rueda Sierra, 2003–2009, dann Erzbischof von Bucaramanga
- Carlos Germán Mesa Ruiz, 2010–2019
- Luis Augusto Campos Flórez, seit 2019